# Okres Trebišov
Okres Trebišov je slovenský okres ležící v Košickém kraji, v jeho jižní části. Na severu hraničí s okresem Vranov nad Topľou, na jihu s Maďarskem, na východě s okresem Michalovce a úzce též s Ukrajinou, a na západě s okresem Košice-okolí. V roce 2023 žilo na území okresu 103 tisíc obyvatel. V okrese je patrná silná maďarská menšina.
Historicky byl okres až do roku 1918 součástí Zemplínské župy v Maďarsku, kromě malého území na jihovýchodě okresu zahrnující obec Veľké Trakany, které územně spadalo pod Sabolčskou župu.

## Poloha
Okres Trebišov je nejjižnějším okresem Košického kraje. Jeho jižní hranice je tvořena slovensko-maďarskou hranicí, která je zčásti tvořena řekou Malá Krčava, západní hranice je pak tvořena slovensko-ukrajinskou hranicí, kde je místy vedena slepými rameny řeky Tisy. Na severu sahá území okresu až po Slanské vrchy. 

### Přírodní poměry
Území okresu je z většiny nížinaté, uzpůsobené k intenzivnímu zemědelství. Jedinými vysočinami jsou zde Slanské vrchy a vrchovina nad obcí Čerhov, s nejvyšším vrchem Rozhľadňa (469 m.). Nejvyšším bodem okresu je vrch Mošník ve Slanských vrších s nadmořskou výškou 894 m. U obce Klin nad Bodrogom, v místě kde řeka Bodrog opouští území Slovenska, se nachází nejnižší bod Slovenska s nadmořskou výškou 94,3 metrů.
Hlavními řekami které protékají okresem jsou toky Bordog, Latorica a Ondava. Právě území okolo řek Bodrog a Latorica na jihu okresu je chráněno jako CHKO Latorica. Východem prochází také řeka Tisa, která ale území okresu rychle opouští a pokračuje do Maďarska. Častá jsou zde slepá ramena, větší vodní plochy se ale v okrese nenachází.  
Společně s okresem Michalovce zasahuje na území okresu chránění ptačí území Medziborodžie, které je součástí evropské soustavy chráněných území Natura 2000.

## Pamětihodnosti
- Kaštel Trebišov – muzeum jižního Zemplína
- Městský park Trebišov s Andrássyho mauzoleem
- Kostel Nanebevzetí Panny Marie v Sečovcích
- Synagoga a kaštel v Kráľovském Chlmci
- Braničevský hrad

## Doprava

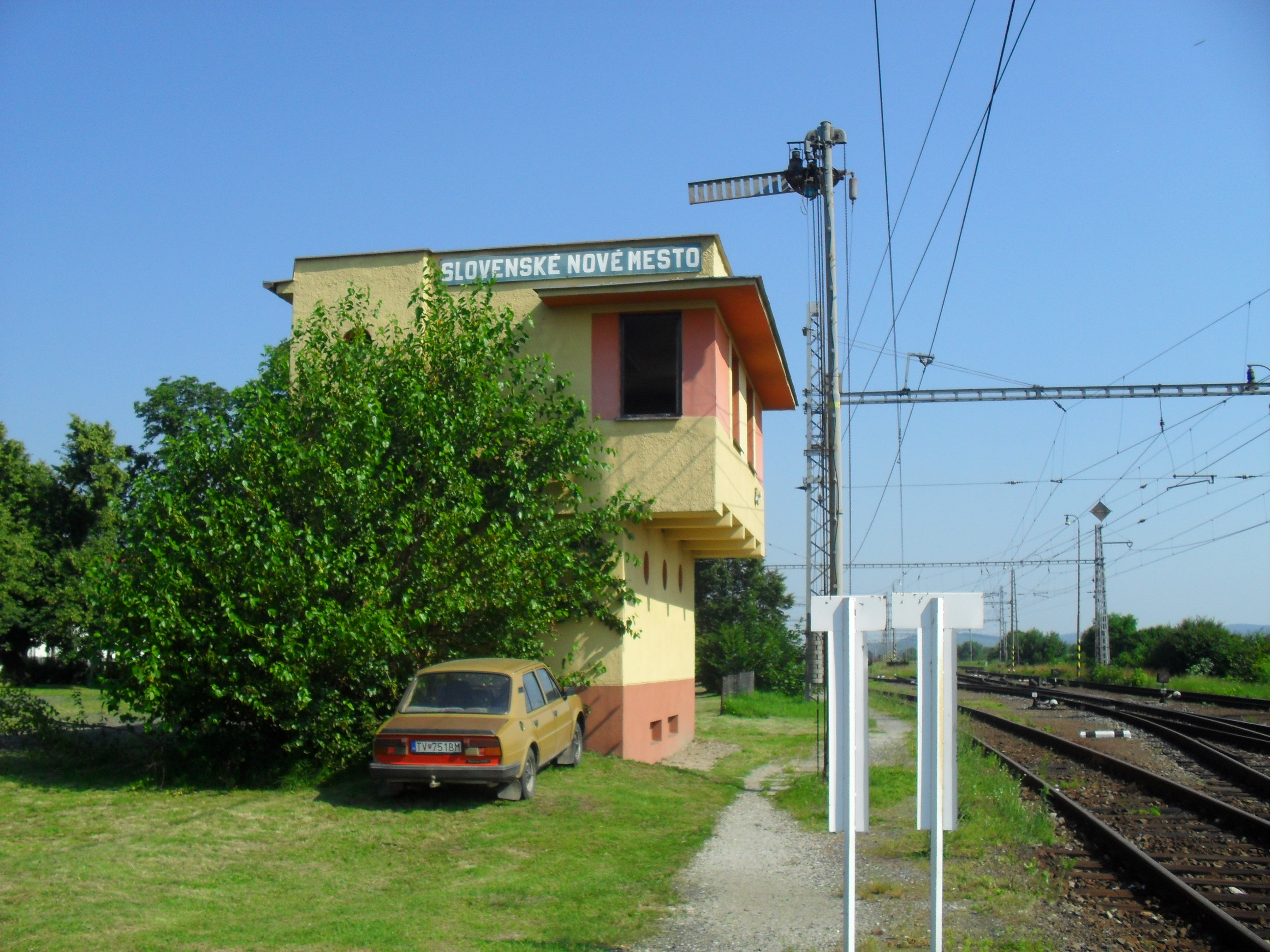
Mechanické návěstidlo u stanice Slovenské Nové Mesto

Okres Trebišov je považován spíše za tranzitní, při cestách z východu Slovenska zejména do Maďarska, do měst Miškolc, či Nyíregyháza.

### Silniční doprava
Okresem prochází dvě silnice I. třídy. Silnice I/19 procházející severní části okresu, včetně okresního města Trebišov, vedoucí z Košic dále na Michalovce a Užhorod. Od severu k jihu pak okresem prochází silnice I/79 z Vranova nad Topľou až do Čierné nad Tisou, kde končí. V obci Slovenské Nové Mesto je možné z této silnice překročit hraniční přechod do Maďarska. Obě tyto silnice se kříží v obci Hriadky.
Územím také prochází jedna silnice II. třídy č. 552 z Košic do Veľkých Kapušan. Ta je spojnicí menších obcí okresu.

#### Hraniční přechody
- Hraniční přechod Slovenské Nové Mesto – Sátoraljaúhely (SK-HU)
- Hraniční přechod Veľký Kamenec – Pácin (SK-HU)
- Hraniční přechod Pribeník – Lácacséke (SK-HU)
- Hraniční přechod Veľké Trakany – Zemplénagard (SK-HU)

### Železniční doprava
Přes okres prochází několik železničních tratí, z nichž nejvýznamnější je dvoukolejná elektrifikovaná železniční trať č. 190 Košice – Čop ze Slovenska na Ukrajinu, která je v současnosti jednou z nejvytíženějších na Slovensku. Druhou železniční tratí je železniční trať č. 192 Trebišov – Vranov nad Topľou, na které ale byla osobní doprava v roce 2003 zastavena a na které zůstavá v provozu jen úsek Trebišov – Sečovce, pouze pro nákladní dopravu.
Za městem Čierna nad Tisou se na trati 192 nachází železniční hraniční přechod na Ukrajinu.

## Seznam obcí
V okrese se nachází celkem 82 obcí, z toho 78 obcí a 4 města (zvýrazněna tučně).
- Bačka
- Bačkov
- Bara
- Biel
- Boľ
- Borša
- Boťany
- Brehov
- Brezina
- Byšta
- Cejkov
- Čeľovce
- Čerhov
- Černochov
- Čierna
- Čierna nad Tisou
- Dargov
- Dobrá
- Dvorianky
- Egreš
- Hraň
- Hrčeľ
- Hriadky
- Kašov
- Kazimír
- Klin nad Bodrogom
- Kožuchov
- Kráľovský Chlmec
- Kravany
- Kuzmice
- Kysta
- Ladmovce
- Lastovce
- Leles
- Luhyňa
- Malá Tŕňa
- Malé Ozorovce
- Malé Trakany
- Malý Horeš
- Malý Kamenec
- Michaľany
- Nižný Žipov
- Novosad
- Nový Ruskov
- Parchovany
- Plechotice
- Poľany
- Pribeník
- Rad
- Sečovce
- Sirník
- Slivník
- Slovenské Nové Mesto
- Soľnička
- Somotor
- Stanča
- Stankovce
- Strážne
- Streda nad Bodrogom
- Svätá Mária
- Svätuše
- Svinice
- Trebišov
- Trnávka
- Veľaty
- Veľká Tŕňa
- Veľké Ozorovce
- Veľké Trakany
- Veľký Horeš
- Veľký Kamenec
- Viničky
- Višňov
- Vojčice
- Vojka
- Zatín
- Zbehňov
- Zemplín
- Zemplínska Nová Ves
- Zemplínska Teplica
- Zemplínske Hradište
- Zemplínske Jastrabie
- Zemplínsky Branč